# Algora
Algora es un municipio y localidad española de la provincia de Guadalajara, en la comunidad autónoma de Castilla-La Mancha. El término municipal tiene una población de 96 habitantes (INE 2024).

## Geografía
La localidad está situada a una altitud de 1116 m sobre el nivel del mar. El municipio se extiende por una superficie de 46,95 km².
| Noroeste: Mandayona | Norte: Sigüenza    | Noreste: Torremocha del Campo |
| Oeste: Mandayona    |                    | Este: Torremocha del Campo    |
| Suroeste: Mirabueno | Sur: Las Inviernas | Sureste: El Sotillo           |

## Historia
En el término municipal se encuentra un yacimiento de fósiles del Cenomaniense, preservándose fósiles de una fauna con especímenes característicos tanto de Laurasia como de Gondwana. Al sur de la localidad, junto a la autovía A-2, se encontró un yacimiento arqueológico de la Edad del Bronce.
Antiguamente parte del concejo debió depender de la casa de Medinaceli y otra de la Casa del Infantado. Desde esta localidad, la carretera Madrid-Barcelona se desviaba hacia Daroca, Cariñena y Zaragoza.
A mediados del siglo XIX, el lugar contaba con una población censada de 439 habitantes. La localidad aparece descrita en el primer volumen del Diccionario geográfico-estadístico-histórico de España y sus posesiones de Ultramar de Pascual Madoz de la siguiente manera:

ALGORA: v. con ayunt. de la prov. de Guadalajara (10 leg.), part. jud., adm. de rent. y dióc. de Sigüenza (2 1/2), aud. terr. y c. g. de Madrid (20): sit. en la carretera general que desde Madrid conduce á Zaragoza, en una dilatada llanura que concluye por la parte E., en una sierrecilla cubierta de árboles y mata baja; la baten libremente los aires y su clima es saludable. Constituyen la pobl. 125 casas, en lo general bajas, de mala fáb. y de peor distribucion interior: la consistorial, en que se halla un pósito con el capita de 800 fan. de trigo, se distingue por su mayor capacidad, asi como dos posadas públicas. Hay también un hospital sin rent. ni empleados para albergue de mendigos, una escuela de instruccion primaria, á la que concurren 60 niños y 25 niñas, cuyo maestro tiene de dotacion 1,500 rs. y 5 celemines de trigo por cada alumno, y una igl. parr. dedicada á S. Silvestre bastante capaz, servida por un cura y un teniente de provision ordinaria, y el cementerio inmediato á ella. Todos estos edificios forman 7 calles, varias callejuelas y una plaza, por medio de la cual pasa la referida carretera. Fuera de la pobl. hay una ermita llamada del humilladero, y varios manantiales que surten de escelente agua á los vec. para sus usos, el de los ganados, y riego de algunos pedazos de tierra. Confina el térm. por N. con el de la Cabrera, E. con el de Torremocha, S. con el de Sotillo, y O. con el de Mirabueno, dist. de la pobl. dichos lím. de 1/2 á 1 leg. El terreno es en lo general fértil; comprende 5.340 fan. de tierra, de las cuales se cultivan 2,000, siendo de segunda calidad 1,400 y de tercera 690: del terreno inculto pudieran roturarse 250 fan., resultando 150 de segunda clase y 100 de tercera ; mas no se hace por estar destinadas á pastos y ser monte de pino, carrasca, encina y mata baja. Se hallan ademas 2,750 que de ningún modo pueden cultivarse y son también de pastos, monte y baldíos. Del terreno cultivado so destinan a cereales 1,900 fan. y á legumbres 100, que se siembran por mitad cada año, labrándose con 50 pares de mulas: los caminos son locales á los pueblos inmediatos, escepto la referida carretera; se recibe el correo en Torremocha, que dista 1/2 leg. prod.: trigo, centeno, cebada, avena y legumbres; se cria algún ganado lanar, cabrio, mular para la labor y de cerda. ind.: la arrieria y carboneo: pobl.: 121 vec, 439 alm.: cap. prod.: 1.885,460 rs.: imp.: 152,400: contr.: 7,229 rs. 5 mrs.: presupuesto municipal: 10,349, de los que se pagan 1,200 por dotacion al secretario, y se cubre con el prod. de los bienes de propios, que consisten en la misma cantidad próximamente. Este pueblo, siendo en 1790 de solos 300 hab., gastó 3,000 duros en dorar el altar mayor de su igl.
(Madoz, 1845, p. 577)

## Demografía
Algora cuenta con una población de 96 habitantes (INE 2024).
| Gráfica de evolución demográfica de Algora entre 1842 y 2021                                                        |
| |
| Población de derecho según los censos de población del INE Población de hecho según los censos de población del INE |

## Patrimonio

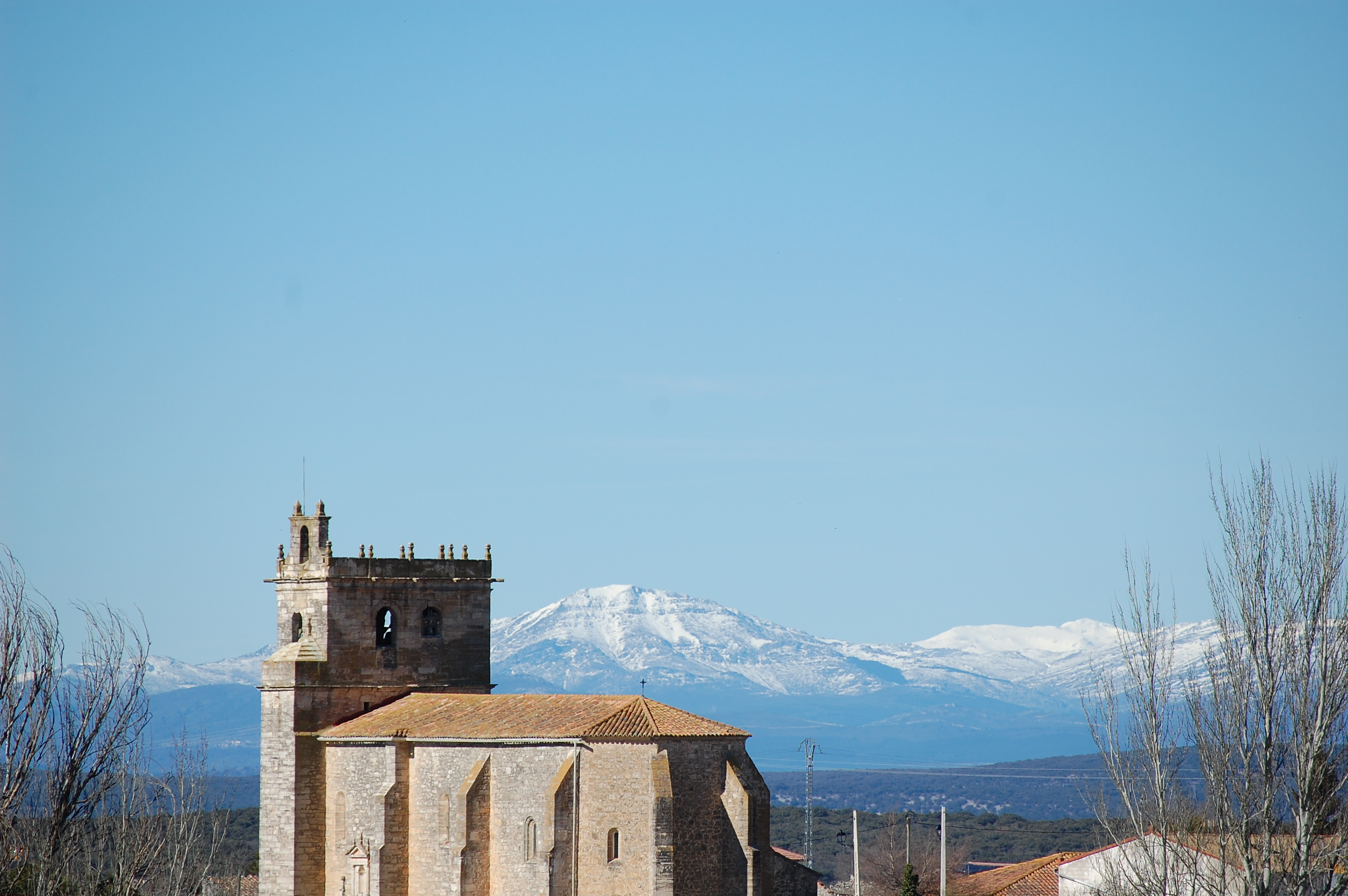
Iglesia de Algora con el Ocejón de fondo

En la localidad se conserva una picota, culminada con una bola. La iglesia parroquial es un templo del siglo XVI construido en piedra; su interior presenta una sola nave.
La ermita del Cristo del Humilladero está situada junto a la fuente del Cristo. Por su construcción románica parece que fue terminada a finales del siglo XII. Su portada es abocinada, tiene varias columnas terminando en triángulo y en la parte superior hay un ventanal en forma de ojo de buey de pequeñas dimensiones. En el centro del triángulo, se encuentra un escudo sosteniendo dos ángeles.